# Ackerly (Texas)
Ackerly je město v okresech Martin County a Dawson County ve státě Texas ve Spojených státech amerických. V roce 2020 zde žilo 264 obyvatel a s celkovou rozlohou 0,8 km² byla hustota zalidnění 327,9 obyvatel na km².